# Aryane Steinkopf
Aryane Steinkopf Malfacini (Vila Velha, Espírito Santo, 14 de diciembre de 1987) es una modelo y nutricionista brasileña. Se hizo conocida a nivel nacional por su participación en el programa de televisión Pânico na TV.

## Carrera
El 3 de julio de 2011 hizo su debut en el programa de televisión Pânico na TV de RedeTV. En marzo de 2012 abandonó el programa junto a Jaque Khury y Babi Rossi después de que empezara a ser transmitido por la red Band. En febrero de 2012 fue portada de la revista VIP, donde fue mencionada como "La más perfecta de Pânico". En abril de 2012 fue portada de la revista Playboy. En septiembre del mismo año posó para una campaña de marca Labellamafia. En el mismo mes, el cantante angoleño Adi Cudz lanzó en YouTube el video musical "Já não quero olhar", con la participación de la modelo.
En 2013, participó en la sexta temporada del reality show A Fazenda de Rede Records, donde fue eliminada en la tercera semana con el 48% de los votos para quedarse. Actualmente es estudiante de postgrado en Salud Maternoinfantil y se dedica exclusivamente a su carrera como nutricionista.